# Volodymyr Vynnytjenko
Volodymyr Kyrylovytj Vynnytjenko (ukrainska: Володимир Кирилович Винниченко), född 28 juli 1880 (gamla stilen: 16 juli) i Jelizavetgrad (nu Kropyvnytskyj), Guvernementet Cherson, Kejsardömet Ryssland (nuvarande Ukraina), död 6 mars 1951 i Mougins, Frankrike, var en ukrainsk författare och politiker. 
Vynnytjenko kom från ett bondehem, studerade vid Kievs universitet, varifrån han 1903 blev relegerad av politiska skäl: Han fängslades, men lyckades fly till utlandet. Redan i sina första berättelser uppvisade han ett oroligt konstnärstemperament och själsfrändskap med Leonid Andrejev, och behandlade med förkärlek den sexuella frågan och individualismen gentemot samhället. 
Många läsare av Vynnytjenkos noveller i den ukrainska tidskriften "Literaturno naukovyj vistnik" tog anstöt av den ohöljda hänsynslösheten i till exempel den polemiska skissen Hederskänsla, som prisar de djuriska instinkterna. Då började han istället skriva i ryska tidskrifter. 
Vynnytjenkos noveller behandlar nästan alla samhällsklasser i Lillryssland (nuvarande Ukraina) med deras sociala konflikter och motsägelser. Inflytandet från Fjodor Dostojevskij och Henrik Ibsen är påtagligt, och åtskilliga av hans folktyperom påminner om Maksim Gorkijs "barfotingar". Som dramatisk författare var han verksam genom skådespel, vars tendens är starkt livsbejakande och lidelsefullt pockande, med åsidosättande av den hävdvunna moralen. Några av hans skisser är även besjälade av en viss lyrisk humor. 
Under första världskriget var Vynnytjenko även verksam som politiker; från december 1917 till april 1918 var han ministerpresident i Ukrainska folkrepubliken och blev i december 1918 ledamot av dess direktorium. Han var ledare för det socialdemokratiska partiet och anslöt sig senare till kommunismen, och levde från 1919 i exil i Frankrike.